# Chronozona
Chronozona – (poziom), formalna jednostka chronostratygraficzna (skalna), niższa od piętra, wyższa od chronohoryzontu. W skali geochronologicznej (czasowej) odpowiednik chronu.